# Камильтепе
Камильтепе (азерб. Kamiltəpə) — поселение, относящееся к эпохе энеолита, расположенное к югу от села Еникарадолак Агджабединского района Азербайджана.